# Zentralverband der Deutschen Elektro- und Informationstechnischen Handwerke
Der Zentralverband der Deutschen Elektro- und Informationstechnischen Handwerke (ZVEH) vertritt die Interessen von 48.614 Unternehmen aus den drei Handwerken Elektrotechnik, Informationstechnik und Elektromaschinenbau. Mit 527.354 Beschäftigten, davon 45.967 Auszubildende, erwirtschaften die Unternehmen einen Jahresumsatz von 81,4 Milliarden Euro. Der ZVEH ist gemäß § 85 Abs. 2 i. V. m. § 80 der Handwerksordnung (HwO) juristische Person des privaten Rechts und mit Genehmigung seiner Satzung durch das Bundesministerium für Wirtschaft und Klimaschutz (BMWK) rechtsfähig. Die Mitglieder des ZVEH sind zunehmend auch in klimarelevanten Bereichen – Photovoltaik, Wärmepumpen, Speicher, Ladeinfrastruktur für Elektromobilität und Energiemanagementsysteme – tätig und leisten damit einen wichtigen Beitrag zu Energiewende und Digitalisierung.

## Tätigkeit
Der Bundesverband versteht sich als Interessenvertretung für Elektrotechniker, Informationstechniker und Elektromaschinenbauer auf nationaler sowie auf europäischer Ebene. Die Landesinnungsverbände wiederum nehmen die länderspezifischen, die Innungen vor Ort die regionalen Interessen der Betriebe wahr. Originäre Aufgabe des ZVEH ist die Förderung der wirtschaftlichen und fachlichen Interessen der Innungsbetriebe sowie die positive Außendarstellung der gesamten Branche. Dazu gehören unter anderem: die politische Interessenvertretung einschließlich Öffentlichkeitsarbeit nach innen und außen, das Branchenmarketing im Sinne der Schaffung einer Dachmarke (E-Marke) für die deutschen elektro- und informationstechnischen Innungsbetriebe, die Sicherung des Qualitätsanspruchs in der Aus- und Weiterbildung durch wirkungsvolle Bildungskonzepte einschließlich deren Umsetzung, die Sicherung der Wettbewerbsfähigkeit durch innovative Tarif- und Sozialpolitik und das Angebot von Dienstleistungen und Tools, die den Mitgliedsunternehmen die Betriebsführung erleichtern und diese bei der Digitalisierung unterstützen.

## Gliederung
Derzeit gliedert sich der ZVEH in 12 auf Bundesländerebene organisierte Fach- bzw. Landesinnungsverbände, von denen 4 (Berlin/Brandenburg, Hessen/Rheinland-Pfalz, Niedersachsen/Bremen und Sachsen/Thüringen) jeweils 2 Bundesländer umfassen:
- Fachverband Elektro- und Informationstechnik Baden-Württemberg
- Fachverband Elektro- und Informationstechnik Hessen/Rheinland-Pfalz
- Fachverband Elektro- und Informationstechnik Sachsen/Thüringen
- Fachverband Elektro- und Informationstechnische Handwerke Nordrhein-Westfalen
- Landesinnung Saarland der Elektro- und Informationstechnischen Handwerke
- Landesinnungsverband der Elektro- und Informationstechnik Schleswig-Holstein
- Landesinnungsverband der Elektro- und Informationstechnischen Handwerke Berlin/Brandenburg
- Landesinnungsverband der Elektro- und Informationstechnischen Handwerke Mecklenburg-Vorpommern
- Landesinnungsverband für das Bayerische Elektrohandwerk
- Landesinnungsverband für Elektro- und Informationstechnik Niedersachsen/Bremen
- Landesinnungsverband Sachsen-Anhalt der Elektrohandwerke
- NFE Norddeutscher Fachverband Elektro- und Informationstechnik e.V.